# Kai Kjäll-Andersson
Ingrid Kai Gunnel Kjäll-Andersson, född 4 oktober 1945, var anställd under 25 år vid musikenheten på Frälsningsarméns högkvarter i Stockholm men har under 2007 lämnat den tjänsten för andra uppgifter på högkvarteret. Hon är sångförfattare, översättare av sångtexter och tonsättare och finns representerad i framför allt Frälsningsarméns olika sångböcker och sångsamlingar, till exempel i Sångboken 1998, Sjung inför Herren och Sång och spel. 
Hon hade även en skådespelarroll i Tage Danielssons film Sopor och finns med i sångkören i slutscenen på filmen Mannen som slutade röka.
Hennes föräldrar är Kai och Thorsten Kjäll.

## Sånger
- Du är Guds tempel och Guds ande bor i dig (Sångboken nr 197) text och musik okänt årtal
- När i egen kraft jag verkar och min tro är alltför svag (Sångboken nr 90) översatt okänt årtal
- Om kors och nöd och lidande mig möter (Sångboken nr 102) översatt okänt årtal
- Vi ser ganska lika ut, vi har samma far! (Sångboken nr 196) text och musik okänt årtal

## Diskografi
- "Faller ljus..." Sånger skrivna av Kai Kjäll-Andersson framförda av olika musiker och sångare (Festival FACD014).